# マイナンバーカード関連の事件・不祥事
マイナンバーカード関連の事件・不祥事（マイナンバーカードかんれんのじけん・ふしょうじ）は、マイナンバーカードにまつわる各種のトラブル等をまとめたもの。
本記事では、下記のとおり分類する。
- 顔写真取り違え・誤交付：マイナンバーカード作成時の顔写真の取り違えや、カードを別人へ誤交付した事案。いずれも交付自治体（市区町村）によるミス
- その他、地方自治体の単純ミス：顔写真取り違え・誤交付以外の、マイナンバーカード事務に関する自治体のミス
- 地方自治体における紛失・盗難事件：交付前のマイナンバーカード等を自治体が紛失した事案。盗難として届けを出したものも存在する
- システム障害：マイナンバーカード関連のシステム障害事案。マイナンバーカード発行システム本体（電子証明書の発行等）の他、コンビニ交付を含む。マイナポータル、マイナ保険証、マイナ免許証、デジタル認証アプリのシステム障害は、それぞれの記事内に記載
- 成り済まし：本物のマイナンバーカードを用いて他人になりすまし、不正行為を働くもの
- 詐取：マイナポイントの不正詐取や預金残高の不正送金など
- 券面偽造：マイナンバーカードの券面を偽造した事案。また、それを用いて携帯電話ショップや家電量販店等で虚偽契約等を行なうもの。いずれの事案も偽造されたのは券面のみ。マイナンバーカードの発行開始以来、ICチップ情報に対する偽造は1件も発生していない。

個人番号（マイナンバー）および関連システムの事件・障害、またマイナンバーデータの誤登録問題については、別記事に記載している。

## 顔写真取り違え・誤交付
- 2021年4月16日、宮城県利府町で、町役場の窓口に事前予約しマイナンバーカードを取りに来た人に、別人のマイナンバーカードを渡す特定個人情報の漏洩事件が発生した。町では謝罪の上、カードを回収し、カードの本来の持ち主にマイナンバーの変更について説明している[1]。
- 2022年
  - 11月17日、新潟県加茂市で、顔写真が別人のものであるマイナンバーカードが発行され交付された。カードを受け取った本人より、顔写真が違うと連絡があり発覚した。マイナンバーカードの発行申請を代理した行政書士が、別人の写真データを添付したことが、誤発行、誤交付の発端であった。市は謝罪し「より一層注意を払う」としている[2]。
  - 12月8日、静岡県が開設したJR静岡駅のカード申請サポート会場で、申請書の顔写真取り違えが発生。そのままJ-LIS（地方公共団体情報システム機構）へ発送した[3]。
- 2023年
  - 1月17日、島根県安来市は、同姓同名の別人の顔写真が付いたマイナンバーカード1枚を誤って発行し交付したと発表した。同じ日に同姓同名の2人から申請があり、両者を取り違えたもの。顔写真以外の個人情報（住所、生年月日、性別）は正しく、顔写真のみが入れ替わっていた[4]。
  - 2月17日、広島県江田島市の能美市民センターの窓口で、マイナンバーカードを受け取りに来た人に、別人のマイナンバーカードを交付する特定個人情報の漏洩事件が発生した。誤交付されたマイナンバーカードは2月18日に回収された。江田島市では、再発防止策として「本人とマイナンバーカードが同一かどうか確実に照合」などを公表した[5]。
  - 5月19日、埼玉県美里町が、マイナンバーカード申請者2名の写真取り違えを発表[6]。
  - 6月1日、三重県松阪市が、申請者の顔写真を取り違えてマイナンバーカードを作成・交付していたことを発表[7]。申請が行なわれたのは2023年2月3日（申請時来庁方式）、申請者が郵送で受領したのは同年3月末[8]。
  - 6月6日、岐阜県古田肇知事が、県下の8自治体でマイナンバーカード関連の不備があったことを公表した[9][10]。顔写真を取り違えてのカード発行が岐阜市、各務原市、大垣市、中津川市、岐南町。マイナポイントの誤付与が美濃加茂市[11]、瑞穂市[12]。公金受取口座の誤登録が北方町[13]。
  - 6月9日、京都府京都市[14]と静岡県浜松市[15]が、顔写真の取り違え事案を発表。京都市の事案は申請時来庁方式で申請し、後日郵送で受領した際に、自分の顔写真ではないことに気付いたもの。浜松市の件は市内総合病院の出張申請サポート会場で申請し、交付時来庁方式で区役所へ訪れた際に顔写真が異なっていることに気付いた。
  - 6月13日、北海道旭川市が、マイナンバーカードの顔写真取り違え事案を謝罪[16]。本人はオンライン申請をしたにも関わらず、市の担当者が別の申請と取り違えた。
  - 6月15日、兵庫県市川町が、マイナンバーカードの顔写真取り違え事案を発表[17]。
  - 6月15日、山梨県富士吉田市が、3件のマイナンバーカードの顔写真取り違え事案を発表[18][19]
  - 6月16日、兵庫県神戸市が、夫婦の顔写真を取り違えてマイナンバーカードを作成するミスを発表[20][21]
  - 6月20日、大分県佐伯市が、誤った写真で作成したマイナンバーカードを申請者に交付した事案2件（3人）と、誤った写真でマイナンバーカードを作成し、交付前に間違いが判明した事案2件（3人）を発表[22]
  - 6月20日、宮城県大崎市が、マイナンバーカードの顔写真取り違え事案4件を発表[23][24]
  - 6月21日、大分県臼杵市が、マイナンバーカードの顔写真取り違え事案2件（4名）を発表[25]
  - 6月21日、兵庫県加西市が、マイナンバーカードの顔写真取り違え事案3件を発表[26]
  - 6月21日、福井県福井市が、マイナンバーカードの顔写真取り違え事案5件（7名分）を発表[27][28]
  - 6月22日、奈良県桜井市が、マイナンバーカードの顔写真取り違え事案を発表。40代女性の申請に対し、70代女性の顔写真を使ってカードを作成した[29][30][31]。
  - 6月23日、石川県金沢市が、マイナンバーカードの顔写真取り違え事案3件を発表[32]。
  - 6月23日、大分県日田市が、マイナンバーカードの顔写真取り違え事案を発表。4歳の子のカードに対し、2歳上の姉の写真を使用してしまった。家族はマイナポイントの対象となる最終日の2月28日に市役所で申請し、混雑の中で確認ミスが生じたもの[33][34]。
  - 6月28日、熊本県八代市が、マイナンバーカードの顔写真取り違え事案を発表[35]。2022年12月12日にイオン八代店の出張窓口で本人から発行申請を受け付け、市がJ-LISへ代理申請した際に顔写真を別人と取り違えた。すぐに気付いて取り消したが、正式受理前であったため取消申請が受け付けられずそのままカード発行に至った。2023年2月に本人から顔写真が異なるとの申し出があり再発行申請を行なうが、3月に市の担当者が異動して本人への交付連絡が途絶え、最終的に5月25日に交付した[36]。
  - 7月5日、広島県神石高原町が、マイナンバーカードの顔写真取り違え事案を発表。窓口で申請者の顔写真を撮影した際は通常、その場で印刷し裏面に申請者本人から署名を得ていたが、当日はプリンターを町役場外へ持ち出しており、後に町職員がデータを取り違えたもの[37]。
  - 7月6日、沖縄県久米島町が、マイナンバーカードの顔写真取り違え事案2件4名分を発表[38]。
  - 7月10日、岩手県盛岡市が、マイナンバーカードの誤交付を発表[39]。原因として、交付通知書のハガキなど各種照合書類の確認が不十分であったこと、マスクを取り外しての本人確認を行わなかったことを挙げた。
  - 10月3日、北海道登別市が、申請者2名の顔写真取り違え事案を発表。30代女性2名の顔写真を続けて撮影し、職員がオンライン申請した際に取り違えた[40][41]。
  - 10月17日、沖縄県南風原町が、マイナンバーカードの写真添付錯誤を発表。これにより対象者は、マイナポイントの申請に間に合わなかった[42]。対象者は2022年9月27日に町役場でマイナンバーカードを申請。その後、カードを自宅へ郵送したが受取人不在で町役場へ差し戻され、2023年9月26日になって本人が来庁し受け取り時に錯誤が判明した。町はマイナポイント相当額の1万5千円を対象者へ賠償した[43]。
  - 10月20日、福島県大熊町が、発行されたマイナンバーカードを郵送する際、2名のカードを取り違えて封入し送付した[44]。内、1名はマイナンバー変更の手続を取った[45]。
  - 10月24日、静岡県小山町が、マイナンバーカードの顔写真取り違え事案1件を発表[46]。当日は窓口が混み合い、写真へ氏名を裏書きするルールが徹底されていなかった[47]。
- 2024年
  - 4月2日、鳥取県大山町が、マイナンバーカード交付の通知書1通を誤送付。他者の住所・氏名を封入していた[48]。
  - 4月10日、島根県益田市が、マイナンバーカード交付受付票26名分を誤送付[49][50]。
  - 5月14日、佐賀県唐津市が、マイナンバーカードの誤発送を発表[51]。2人分のカードを互い違いで封入し送付していた[52][53]。
  - 8月16日、茨城県かすみがうら市が、1世帯5名分のマイナンバーカード申請手続きを失念していたと発表。2023年2月26日に受け付けたが市が代理申請をしていなかった。2024年8月5日に申請者からの問い合せで不備が判明。市はマイナポイント相当額10万円（2万円×5名分）を申請者へ支払った[54]。
  - 9月25日、千葉県千葉市が、中央区役所の窓口で[55]マイナンバーカードの交付申請書1名分を他人へ誤交付[56][57]。
  - 11月19日、愛媛県西予市が、顔写真を取り違えたマイナンバーカード2枚を誤交付していたと発表[58]。2021年5月31日・6月1日に申請を受けたものに対し顔写真を取り違え、同年6月から7月に交付。2024年10月になって、申請者から顔写真が違うとの申し出があった[59][60]。
  - 11月25日、兵庫県彦根市が、申請者2名の顔写真取り違え事案を発表[61]。1歳女児分のカード交付申請に対して、同日に近い順で申請した別の女児の顔写真を用いてしまった[62][63]。
  - 12月12日、茨城県取手市が、高齢女性に対して別人のカードを交付した[64][65]。
  - 12月17日、和歌山県田辺市が、親子で申請したマイナンバーカード計2件のうち、子のカードに親の顔写真を付けてしまったと発表[66][67]。
  - 12月24日、栃木県宇都宮市が、60代女性に対してマイナンバーカードの顔写真取り違え・誤交付を発表した[68][69]。
- 2025年
  - 1月21日、兵庫県丹波篠山市が、マイナンバーカードの顔写真取り違えを発表した[70]。特急発行手続き内でのミス[71]。
  - 2月18日、千葉県富里市が、マイナンバーカード3枚の誤送付を発表[72]。特急発行手続き内でのミス[73]。
  - 4月2日、静岡県函南町が、マイナンバーカードの顔写真取り違えを発表した[74]。3月14日に町の委託業者が申請代行を行なった際、デジタルカメラの画像データを取り違えた[75]。
  - 4月22日、大阪府摂津市が、地方公共団体情報システム機構 (J-LIS) から別人のマイナンバーカードを送付されたことを発表。摂津市職員が送付先住所を誤入力したもの[76]。
  - 4月28日、山口県下関市が、勝山支所で他人名義の個人番号カード交付申請書を交付してしまったことを発表。結果として顔写真を取り違えたマイナンバーカードが作成された[77]。
  - 6月24日、北海道札幌市が、南区役所において別人名義の個人番号カード交付申請書を交付してしまったと発表[78]。誤交付を受けた市民がインターネットで申請出来なかったことから、誤りが判明した[79]。
  - 7月17日、香川県高松市が、別人の個人番号カード交付申請書を郵送してしまったと発表[80]。市民からの電話請求に対し、別人の個人情報（住所、氏名、ふりがな、生年月日、性別、申請書ID）を印刷し発送した。マイナンバー（個人番号）は記載していない[81]。
  - 7月22日、福島県会津若松市が、マイナンバーカードの顔写真取り違え2件を発表した[82]。市の支援職員が申請者の顔写真を撮影し、画像データを取り違えて地方公共団体情報システム機構 (J-LIS) へオンライン申請したもの[83]。

## その他、地方自治体の単純ミス
- 2020年10月27日、大阪府大阪市が、住之江区役所窓口サービス課における誤手続きを発表[84]。住所変更した市民のマイナンバーカード対して適切なデータ更新をせず、当該市民のマイナンバーカードが失効した[85]。
- 2023年
  - 3月15日、東京都練馬区役所で、再発行のマイナンバーカードの受け取りに来た同区在住の20代男性に対し、同カードを申請した50人（含、当人）の個人情報が記載された紙名簿（帳票）を誤って渡してしまう事件が起きた[86][87][88][89]。→個人番号#事件・不祥事参照
  - 4月6日、栃木県那須塩原市が、申請時来庁方式によって受理し発行したカード347枚の内、34枚に設定不備があったと発表[90]。暗証番号が正しく設定されておらず、ICチップを用いた手続きが全く出来なかったもの[91]。
  - 6月22日、新潟県新潟市が、マイナンバーカード交付事務に関する国からの補助金（マイナンバーカード交付事務費補助金）約470万円を計上し忘れ、国へ申請していなかったと発表[92]。不足分は全額、新潟市の一般財源で負担する[93]。
  - 6月23日、滋賀県竜王町が、名字や住所の変更でマイナンバーカード内の電子証明書を再設定する際、本来無料のものに手数料200円を徴収していたと発表。誤徴収は2018年度から2022年度の期間で、225件、4万5千円[94]。
  - 6月27日、総務省は、誤交付防止を図るべく、13項目のチェックリストを全ての自治体へ通知した[95]。
  - 6月29日、熊本県菊陽町で、他の自治体から同町へ転入し、マイナンバーカードの追記欄へ新しい住所を印字した際、印字内容が不鮮明で読み取れない事案が発生。所有者は証券口座開設のためインターネット証券会社へカード画像を提出したが、内容が読み取れないとしてオンラインでの口座開設を拒絶された。市は改めて印字し解消[96]。
  - 8月14日、千葉県柏市が、マイナンバーカード交付申請書の誤交付を発表[97]。柏駅前行政サービスセンターの窓口で、市職員が交付申請書を市内の別人氏名で印刷し手渡した[98]。
  - 8月17日、東京都台東区は、廃棄対象のマイナンバーカード13枚と住民基本台帳カード1枚の計14枚を、シュレッダーによる裁断が不十分でカード券面情報が読み取れる状態のまま廃棄場所へ搬出した[99][100]。
  - 10月20日、山口県柳井市で、転入者の手続きの一部を市が実施せず、カードが失効。対象者はマイナポイントを申請出来なかった[101]。ポイント相当額を市が賠償する[102]。
  - 10月20日、横浜市中区が、2種類の手続き不備を公表[103]。1) カード発行申請時にJ-LISから市への問い合わせを放置し、計48枚のカード発行が大きく遅延。18名がマイナポイント申請に間に合わず、市が独自に補てんする[104][105]。2) 市外から横浜市中区へ転入した者2名について、ICチップ内の住所データを書き換えなかった。これにより90日後にカードが失効した。
  - 11月8日、滋賀県守山市が、カード交付時の手続きミスを発表。5月下旬、家族2名対してカードを交付した際、暗証番号の設定をせず、電子証明書が利用不能な状態であった。9月下旬、本人がマイナポイントの申請を試みた際にミスが判明。対象者は期限までにマイナポイントを申請出来なかった。ポイント相当額を市が賠償する[106]。
  - 11月17日、新潟県新発田市が、加治川支所においてマイナンバーカードの申請ミス1件を発表。2月に加治川地区在住の男性から交付申請を受けたが、住民福祉係の担当職員が関係機関への送付手続きを失念した。これにより対象者は、マイナポイントの締切に間に合わなかった[107]。
  - 11月29日、宮城県石巻市で、4月に市内へ転入した者に対し、マイナンバーカードの住所情報の更新を怠った事象を発表。同人が11月6日に市外へ転出した際に不備が判明し、カードは失効。再発行が必要となった[108]。
  - 12月5日、栃木県真岡市は、マイナンバーカードの交付手続き誤り事案を公表。9月28日に電子申請等に使えるよう設定せぬままカード1枚を市民へ交付。同市民はマイナポイントの申請ができなかった。10月16日、市が2万円を賠償した[109]。
- 2024年
  - 1月18日、山口県岩国市で、市職員が手続きミス。2023年2月28日に市民へ交付したマイナンバーカードで磁気不良を検知。再交付手続きをするところ市職員が失念。再交付が11月になった。マイナポイント申請の締切に間に合わず、市が対象者へ現金2万円を賠償する[110]。
  - 3月28日、山形県酒田市は、マイナンバーカードの電子証明書を再発行する際、本来不要な手数料200円を徴収していたと発表[111]。誤徴収は2019年2月から2024年1月まで5年間。対象者は46名、計9,200円[112]。
  - 10月11日、石川県七尾市が、マイナンバーカードを取得した小中学生へ商品券を進呈する市独自の促進事業について、312名への商品券送付を1年間怠っていた[113][114]。
  - 10月29日、新潟県佐渡市が、真野行政サービスセンターにおいて死亡届の取扱い時に取り違いを起こし、生存している親族の住民票を消除した。同時にマイナンバーカードも失効した[115][116]。
  - 11月5日、香川県坂出市が、「マイナンバーカード納入通知書兼領収書」を別人へ交付した。カード自体の誤交付は無かった[117]。
  - 11月28日、埼玉県松伏町が、マイナンバーカード交付申請書2通を取り違えて市民へ郵送した。カード自体の誤交付は無かった[118]。
  - 12月20日、神奈川県海老名市が、マイナンバーカード有効期限通知書の送付漏れを発表。対象は2,559件[119]。市がJ-LISへ対象者データを送信していなかった[120]。
  - 12月26日、三重県津市が、一部市民の電子証明書を失効させてしまったと発表[121]。住民基本台帳システム上での誤操作。対象者は237名[122]。
- 2025年
  - 3月1日、静岡県函南町が、マイナンバーカードと電子証明書の有効期限通知書の送付漏れを発表。対象は2,225件[123]。
  - 3月31日、千葉県柏市が、光ケ丘出張所で別人名義のカード交付申請書を交付した[124]。
  - 4月18日、神奈川県川崎市が、電子証明書の更新不備を発表。不備は2月22日から4月11日までに計35件[125]。市が2月17日から開設した電子証明書更新臨時窓口における、受託企業「キャリアリンク」職員の操作ミス[126][127]。
  - 5月14日、静岡県静岡市が、清水区役所戸籍住民課でマイナンバーカード交付通知書・電子証明書発行通知書（保存期限15年）を誤廃棄したと発表[128]。対象は2025年3月28日から4月18日までの期間に同区役所でカードを交付した清水区民1,886人分。4月22日に溶解処分した[129][130]。
  - 6月5日、神奈川県松田町が、マイナンバーカードのシステム整備に関する国の補助金について、申請手続きを遺漏していたと発表。国からの補助金387万6千円を受け取ることができなかった[131]。
  - 6月9日、高知県土佐清水市が、男性（夫）の死亡届を受理した際に、誤って妻の住民票を消除した[132]。誤消除を受けた妻のマイナンバーカードも直ちに失効した[133]。
  - 6月13日、東京都教育委員会が、都立高校において、生徒から受け取ったマイナンバーカードの写し等を返却する際に、誤って別の生徒へ渡していたことを発表[134]。
  - 6月13日、長野県宮田村が、転入等の事情による電子証明書再発行時に手数料200円を誤徴収していたと発表。本来は無料。誤徴収期間は2017年6月から2023年2月。対象は55件、計1万1千円[135]。
  - 6月20日、兵庫県西宮市が、受理した死亡届と別人の住民票を消除した[136][137]。誤消除者のマイナンバーカードも直ちに失効した[138]。
  - 7月18日、栃木県上三川町が、過去のマイナンバーカード交付通知書・電子証明書発行通知書を誤廃棄したと発表。対象は2015年度から2018年度の、約3,600名分。公的個人認証サービス事務処理要領（総務省自治行政局長通知）では15年または10年の保存が定められていたところ、同町では保存期限5年と誤って規定していた[139]。

## 地方自治体における紛失・盗難事件
- 2017年9月、神奈川県横浜市は、神奈川区戸籍課で保管していた交付前のマイナンバーカード21枚を紛失した。マイナンバーカード交付の準備作業をしている段階で紛失に気づいたとされる。[140]
- 2018年2月21日、横浜市鶴見区役所において、既に市民のデータ(含、顔写真)が記録・記載されているマイナンバーカード78枚と同カードの交付、暗証番号の設定・確認が可能なノートパソコン1台が盗まれた。22日午前8時15分、紛失に気付き各所を探したが見つからず、23日に所轄の鶴見署に盗難の被害届を出す事態となった[141][142]。職員は同市の保安ルールに従わず使用していた。同市は同年12月7日、男性副区長 (59) を戒告、当時課長だった女性職員 (58) を10分の1の減給6ヶ月間、担当係長だった男性職員 (57) を10分の1の減給3ヶ月間の懲戒処分にすると発表した[143]。
- 2020年
  - 8月27日、大阪府摂津市は、交付前のマイナンバーカード3枚の紛失を発表[144][145]。
  - 9月3日、大阪府和泉市は、交付前のマイナンバーカード2枚の紛失を発表[146]。
  - 10月15日、千葉県茂原市は、交付前のマイナンバーカード2枚の紛失を発表[147]。
- 2021年
  - 2月17日、神奈川県横浜市は、青葉区役所が返戻された本人限定受取郵便（マイナンバーカード1件）を紛失したと発表[148]
  - 8月3日、神奈川県横浜市は、鶴見区役所戸籍課で保管していた交付前のマイナンバーカード1枚を紛失したと発表[149]。
  - 10月12日、千葉県八千代市は、交付前のマイナンバーカード1枚の紛失を発表[150]
  - 12月17日、神奈川県横浜市は、1931人分のマイナンバーカード交付関連書類を紛失したと公表した。15年間保存すべき書類だったが、誤って廃棄した可能性が高いとしている。[151][152]
- 2022年
  - 5月10日、茨城県つくば市は、交付前のマイナンバーカード1枚を紛失したと発表[153]。5月25日に庁舎内で発見[154]。該当の市民は既に再発行の申請をしており、発見したカードは交付せず廃棄する[155]。
  - 6月10日、秋田県湯沢市で、市が保管していた交付前のマイナンバーカード1枚を紛失したことが分かり、6月20日に謝罪した[156]。その後、10ヶ月近く経過した2023年4月中旬に、秋田県横手市の横手警察署にそのマイナンバーカードが「拾得物」として届けられ、2023年5月11日に湯沢市役所に返還された。湯沢市は、横手警察署管内で発見されたことから横手警察署に対して発見されるまでの経路等について調査を依頼している[157]。
  - 7月29日、北海道室蘭市で、交付前のマイナンバーカード1枚を紛失したことがわかり、室蘭市はマイナンバーカードを交付予定だった市民に8月2日に謝罪した。マイナンバーカードを交付する準備のために確認作業をしていたところ、紛失に気づいたとされる[158]。
  - 9月27日、大分県佐伯市は、交付前のマイナンバーカード1枚を紛失したと発表[159]。
  - 10月19日、熊本県阿蘇市で、交付前のマイナンバーカード2枚を紛失したと発表[160][161]。
  - 10月20日、熊本県熊本市で、交付前のマイナンバーカード1枚が紛失していることが判明した[162]。
  - 11月15日、千葉県四街道市は、市役所で保管していた交付予定のマイナンバーカード1枚を紛失したと発表した。11月7日に交付のために取り出そうとした際に、紛失に気づいたとされる[163][164]。
  - 11月15日、北海道江別市は、交付予定のマイナンバーカード1枚を紛失したと発表[165]
  - 11月21日、北海道遠軽町がマイナンバーカード1枚を紛失。保管用のケースごと廃棄した可能性が高い[166]。
  - 12月15日、大阪府四条畷市は、市民課で保管していた交付前のマイナンバーカード2枚を紛失していたと公表した。本人たちが受け取りに来た際、保管場所にマイナンバーカードがないことで紛失が発覚した。[167]
- 2023年
  - 2月27日、三重県鈴鹿市は、マイナンバーカード申請書類67人分を一時紛失したと発表。後に市民から届けられた[168]。
  - 2月28日、京都府木津川市は、イオンモール高の原内の市民課マイナンバーサービスセンターで、交付前マイナンバーカード1枚を紛失したと発表[169]。
  - 3月2日、千葉県富津市は、交付前のマイナンバーカード1枚を紛失したと発表[170]。
  - 3月3日、福岡県北九州市は、携帯電話ショップで受け付けたマイナンバーカード申請書類（23名分）を紛失したと発表[171]。
  - 3月27日、千葉県木更津市は、交付前のマイナンバーカード1枚を紛失したと発表した[172]。受取予定の人のマイナンバーカードを確認中に、紛失に気づいたとしている[173]。
  - 4月14日、神奈川県横浜市は、保土ケ谷区で交付する前のマイナンバーカード3枚を紛失したと発表[174]
  - 4月24日、熊本県山鹿市は、交付前のマイナンバーカード11枚を紛失したことを発表した。交付予定のカードの準備中に2枚の紛失に気づき、カードの在庫確認を行ったところ、全部で11枚の紛失が判明した[175]。市は、暗証番号の設定前であることから悪用される恐れが低いことを説明し、本人の了解を得て個人番号の変更はしないとした[176]。
  - 4月27日、徳島県美波町は、交付前のマイナンバーカード1枚を紛失したと発表[177]
  - 5月10日、埼玉県上尾市は、交付前のマイナンバーカード1枚を紛失したと発表した。同年2月8日、申請者が受け取りのため来庁した際、同カードが見当たらず、紛失した事が判明。その紛失カードには既に申請者の顔写真などが記載されてしまっていたが、暗証番号設定がまだ設定されておらず有効な状態では無い為、各種行政サービスを受ける事は出来ない。本人の了解を得て再発行した[178]。
  - 5月29日、東京都葛飾区は、交付前のマイナンバーカード1枚を紛失したと発表[179]
  - 6月2日、神奈川県真鶴町は、交付における郵送の過程でマイナンバーカード1枚を紛失したと公表した[180]。
  - 6月13日、福島県いわき市は、四倉支所でマイナンバーカード交付申請書を紛失したと発表した。通常、支所で受理した申請書は市役所本庁市民課で集約の上、特定記録郵便を用いて地方公共団体情報システム機構（J-LIS）へ送付する。しかし四倉支所は支所から普通郵便で直接J-LISへ送り、21件中1件が所在不明となったもの[181]。
  - 7月28日、神奈川県横浜市は、泉区で交付する前のマイナンバーカード1枚を紛失したと発表[182]。
  - 8月22日、佐賀県佐賀市が、マイナンバーカード申請書1通を紛失[183]。申請者が支所窓口で申請書を記入・提出後、市が申請書を本庁へ送付。市が本庁内で紛失した[184]。
  - 9月28日、広島県広島市が安佐南区役所祇園出張所にて、交付前のマイナンバーカード1枚を紛失したと発表[185]。7月24日にJ-LISから市へ届いたカードを、９月27日に本人が受け取ろうとした際に紛失が判明した。
- 2024年
  - 2月15日、鹿児島県鹿児島市が、交付前のマイナンバーカード2枚を紛失したと発表[186][187]。
  - 4月5日、新潟県新潟市が、中央区役所・窓口サービス課内で交付前のマイナンバーカード1枚を紛失したと発表[188][189]。
  - 12月17日、北海道札幌市が、西区役所戸籍住民課においてマイナンバーカード申請書1通と添付書類2通を紛失した[190]。
  - 12月20日、神奈川県小田原市が、マイナンバーカード交付時に、引換で回収したマイナンバー通知カード1枚を紛失したと発表[191]。
- 2025年
  - 1月29日、香川県高松市が、交付前のマイナンバーカード1枚を紛失したと発表[192][193]。
  - 4月23日、兵庫県神戸市が、垂水区役所内でマイナンバーカード1枚を紛失したと発表[194]。対象は、顔写真に不備があり交付しなかったもの。廃棄（シュレッダー）処分する際に紛失が判明した[195]。
  - 4月25日、三重県鈴鹿市が、マイナンバーカード交付申請書5通の紛失を発表。市戸籍住民課で受け付けたもの5通を、3月12日、地方公共団体情報システム機構 (J-LIS) 宛てに普通郵便にて発送。4月14日、J-LISから未着であるとの連絡を受けた[196]。
  - 5月21日、滋賀県多賀町が、交付前のマイナンバーカード1枚を紛失したと発表[197][198]。
  - 5月30日、福島県いわき市が、転入の手続きで市役所へ訪れた市民のマイナンバーカード1枚を紛失したと発表。転入時は複数の窓口で手続きが必要となることから、役所が当該市民からマイナンバーカードを一旦預かり、内部で各窓口間をリレー的に引き渡す運用をしていた[199]。
  - 7月8日、北海道函館市が、マイナンバーカード交付申請書1通の紛失を発表[200][201]。
  - 7月16日、大阪府堺市が、南区役所市民課にて交付前のマイナンバーカード1枚を紛失したと発表[202]。市民が受け取りに来庁した際に現物が存在せず、紛失を認識した[203][204]。

## システム障害

### マイナンバーカード関連障害
- 2019年11月11日、マイナンバーカードICチップ内の電子証明書を更新できない障害が発生[205]。11月12日、システムを運用する地方公共団体情報システム機構 (J-LIS) は各自治体へ、電子証明書更新を求める利用者にはカードを一旦自治体窓口にて預かり、更新後に本人限定郵便で返送することを指示[206]。11月13日、システム復旧[207]。
- 2020年5月、この年に行われた特別定額給付金の支給により、マイナンバーカードの電子証明書の暗証番号の再設定や電子証明書の新規発行・更新が急増した。それにより、地方公共団体情報システム機構のシステムの処理能力を超えた負荷が発生し、市区町村の窓口において、混雑や処理遅延が生じた。問題に対処するため、J-LISはシステムの処理能力増強等の対策を実施した[208]。
- 2023年10月10日、全国多数の自治体において署名用電子証明書の「更新・再発行（住所変更、氏名変更、利用停止からの復旧など）」が不能となった[209][210]。発行済み証明書の「利用」は可能。原因は、地方公共団体情報システム機構 (J-LIS) のシステム障害[211]。翌10月11日復旧[212][213]。
- 2023年10月17日、京都府京都市の住民基本台帳ネットワークサーバーで障害が発生[214]。終日マイナンバー関連業務が利用不能となった[215]。翌10月18日復旧[216]。
- 2025年
  - 4月4日午後3時頃より、全国の自治体で電子証明書の更新等が不能となった[217][218][219]。原因は、地方公共団体情報システム機構 (J-LIS) のシステム障害[220]。翌4月5日朝復旧[221][222][223][224]。
  - 4月15日午前8時頃より、全国の自治体で電子証明書の発行・更新、暗証番号再設定等が不能となった[225][226]。原因は、地方公共団体情報システム機構 (J-LIS) のシステム障害[227]。同日復旧[228][229][230]。5月23日、J-LISはシステム運用体制の強化・自治体への連絡体制見直しを発表した[231]。
  - 6月24日、デジタル庁は「iPhoneのマイナンバーカード」[232]を開始。実物カードを10年目（10回目の誕生日）に伴い事前更新し、かつ、当初の有効期限（当年の誕生日）到来前の者は、iPhoneへの登録が出来ない事象が発生[233][234]。翌6月25日解消[235]。
  - 7月7日、奈良県奈良市でシステム障害が発生[236]。開庁時から午前11時頃までマイナンバーカード関連手続きが利用不能となった。原因はネットワーク機器の故障[237]。

### コンビニ交付サービス関連障害（富士通Japan関連）
地方公共団体情報システム機構によると、コンビニ交付サービスは2022年度は2,100万通の利用があり、2023年度は3,000万通を見込む。2023年5月7日時点でカードの申請件数は約9,671万件である。
- 2023年
  - 3月27日、神奈川県横浜市のマイナンバーカードを使用したコンビニ交付サービスにおいて、別人の公的書類が連続して発行された[240]。河野太郎デジタル大臣は、3月31日の定例記者会見[241]において「個人情報漏えいにもあたる事案です。大変重要な問題であり、遺憾に思っております」と前置きしたうえで、「マイナンバーカードの信頼性に影響するものではありません」と発言した[242][243]。3月30日、ベンダーの富士通Japanはホームページに謝罪文を掲載した[244]。
  - 5月1日、東京都足立区及び富士通Japanは、同区のマイナンバーカードを使用したコンビニ交付サービスにおいて、別人の公的書類が連続して発行された事を公表した[245]。2023年3月27日に横浜市で起きた事態を受け富士通Japanが調査し判明した。同年3月22日、住民票の写し1件3人分、同年4月18日、印鑑登録証明書1件1人分が区内コンビニにおいて誤交付された。報道によれば、横浜市の誤交付の原因とは別のバグで、コンビニ交付の印刷処理が2件以上同時に実行された為、起きたとの事である[246][247][248][249]。同日、富士通Japanは謝罪文を掲載[250]。
  - 5月2日、神奈川県川崎市宮前区のコンビニにおいて、男性が同市のマイナンバーカードを使用したコンビニ交付サービスを利用し戸籍証明書を取得しようとしたところ、別人の同書が発行される障害が発生した。同市は同日午後1時30分ごろよりシステムを停止。3日6時30分より、今回誤発行された戸籍関係を除き、住民票、印鑑証明、非課税証明関係のコンビニ交付は再開[251][252][253]、同月9日午前7時30分より、すべてのサービスを再開した[注 1]。5月9日、富士通Japanは謝罪文を掲載[254]。
  - 5月9日、一連の不祥事を受け、河野大臣は富士通Japanに対し、採用している約200の自治体の「MICJET マイナンバーカード利用公的証明書コンビニ交付サービス」の一時停止と再点検を要請した[255][256][257][258]。
  - 5月11日、徳島県徳島市は2023年3月27日に、同市のマイナンバーカードを使用したコンビニ交付サービスにおいて、別人の公的書類が発行された事を公表した。徳島市に住民票を置いている者が同県小松島市内のコンビニで自身の同カードを使用し住民票の発行申請したところ、同時刻に香川県高松市のコンビニでこちらも自身の同カードを使用し戸籍証明書を申請した人（本籍 徳島市）の戸籍証明書が誤って発行された。徳島市役所は、同市に新たに設置された証明書の発行端末が原因で、コンビニの交付システムが不具合を引き起こしたと発表した。当該発行端末を撤去し、富士通Japanによるメンテナンスも完了した[259]と発表したが、横浜市などで富士通Japanが提供するシステムによる証明書の誤発行が相次いだことを受け、点検のため一時停止する予定である[260][261]。5月12日、富士通Japanは謝罪文を掲載[262]。
  - 5月16日、コンビニ交付サービスにおいて、抹消されたはずの印鑑証明書が発行される事象が、熊本市で5件、さいたま市で3件、新潟市で3件、全国で計11件発生したと総務省が発表した[263]。いずれも、富士通Japanのシステムを使用した際のトラブルであった[264][265]。富士通Japanは謝罪文を掲載[266]。

現在（2023年5月18日）までに公表されているコンビニ交付サービス関連障害はすべて、富士通Japanのシステムが原因となっている。一連のシステム障害を受け、親会社の富士通は、5月19日、本件を謝罪すると共にシステム品質改善策を発表した。5月24日、富士通の時田隆仁社長は同社の経営計画説明会において、行政の信頼を損ねたとして謝罪した。
一方、同様に自治体へコンビニ交付サービスを提供する富士フイルムシステムサービスは総点検を実施し、不具合事象は無いことを報告した。
- 6月1日、埼玉県さいたま市で、住民票に旧姓を併記する申請をしたのに、併記されずに発行される事象が発生。システム総点検で検知。誤発行日は2021年9月27日。原因はデータ修正漏れ[272]。
- 6月20日、総務省[273]、デジタル庁[274]と富士通[275]は、富士通Japanが関与していた全国123自治体のシステム点検が完了したと発表した[276][277]。6月26日、富士通の時田隆仁社長は同社の株主総会において、富士通Japanの誤交付問題が一連のマイナンバー不安の発端になったと、改めて謝罪した[278]。
- 6月28日、福岡県宗像市で、住民票の誤交付が発生（市役所庁舎内のセルフサービスコーナー）[279]。同市の交付システムは富士通Japan製。一斉点検は行なったものの、2019年当時のバグを改修できていなかった[280][281]。富士通は改めて全国123自治体のシステムを再点検する[282]。
- 7月7日、個人情報保護委員会が、富士通Japan、および横浜市、東京都足立区、川崎市、徳島市の4自治体に行政措置を検討していると報じられた[283]。
- 7月11日、河野太郎デジタル大臣は、富士通Japanのシステム再点検結果を発表した[284]。全国123自治体のうち、47自治体は全ての改修を適用済み。44自治体（福岡県宗像市を含む）は別人の証明書を誤交付するバグが残存。32自治体は左記バグは改修済みだが他の改修が未適用[285]。
- 7月14日、富士通は、コンビニ交付システムの再改修計画を公表した[286]。

富士通Japanが提供するコンビニ交付システム「Fujitsu MICJET コンビニ交付」は、請負契約ではなくクラウドサービスとして1年単位の利用契約であり、自治体側は請負契約のような精緻な検収試験が出来る状況になかったとされている。
- 9月14日、新潟県上越市は、富士通Japanに対して損害賠償請求を検討していることを表明した[288]。9月29日、新潟県新潟市も損害賠償請求・委託料の減額請求を行なう方針を表明した[289]。
- 9月20日、個人情報保護委員会は第254回定期会議[290]を開催。コンビニ交付サービスに関し、富士通Japan、宗像市、足立区、川崎市への行政指導を決定した[291][292]。富士通Japanに対しては、個人情報保護法146条[注 3]に基づく報告を10月31日までに提出するよう指示した。同9月20日、富士通Japanは謝罪文を掲載[293]。足立区もコメントを発表[294]。
- 2024年4月16日、香川県高松市がコンビニ交付の誤交付を発表[295][296]。同市のコンビニ交付システムは富士通Japan製。2024年1月4日に導入したもの[297]。同社は前年に総点検をしていたにも関わらず誤交付を発生させたことに対し、総務省は富士通へ行政指導を実施[298][299]。同日、富士通は謝罪文を掲載[300]。富士通Japanも謝罪文を掲載し[301]、その中で障害の原因として単一サーバー用のプログラムを適用したと述べた（高松市は複数のサーバー構成であった）[302]。4月25日、富士通の決算説明会の場で、時田隆仁社長が陳謝した[303]。

### コンビニ交付サービス関連障害（富士通Japan以外）
- 2020年
  - 7月14日、全国20の自治体でコンビニ交付サービスが停止した。原因は富士ゼロックスシステムサービスの不備[304]。
- 2023年
  - 5月19日、愛媛県今治市は、コンビニ交付サービスにおいて、抹消されたはずの印鑑証明書が発行される事象2件が、2023年2月と2023年3月に発生したと発表した。今治市に住んでいた人が、市外に転出すると印鑑登録は抹消されるが、その後、今治市内に転入した際に、有効な印鑑登録がないにもかかわらず印鑑証明書が発行された。今治市のコンビニ交付システムは、株式会社IJC（本社：愛媛県今治市）が受託運営しており、5月16日に修正対応し、同日今治市に報告した。富士通Japan以外が手掛けるコンビニ交付システムで、トラブルが報告されたのは初めて[305][306]。
  - 6月1日、徳島県板野町で、町内で引越した住民が同年5月3日・5日にコンビニ交付サービスを利用したところ、引越前の住所が記載されたものが発行された[307]。別の自治体から町内へ引越した者が、5月18日に住民票が発行されない事象が発生。いずれも原因はシステムの設定誤り[308]。5月18日に設定を改修。19日以降は正常稼働している。
  - 9月25日午前8時過ぎ、京都府京都市にてコンビニ交付サービスが利用不能となる。同市のコンビニ交付システムは富士通Japan製ではない[309]。同日午後3時25分頃復旧[310]。原因はネットワーク障害[311]。
  - 11月7日、コンビニ交付サービスにおける誤表記が、2022年度に10件（すべて2023年3月発生）、2023年度4月から6月に49件、7月以降に7件の計66件あったことを発表[312]。主に古い住所が記載されるケースや字体の誤り。衆議院総務委員会にて鈴木淳司総務大臣と山野謙自治行政局長が答弁した[313]。
- 2024年
  - 4月30日、約210の自治体でコンビニ交付サービスが最大3時間停止した。原因は富士フイルムシステムサービスの設定ミス[314]。

### その他の関連システム障害
- 2024年9月2日、東京都の子育て支援「018サポート」事業において、給付金を重複給付する誤りが発生[315][316]。マイナンバーカードを用いた新規申請とその他の方法での新規申請（WEB・郵送）、両方からあった一部について重複支給した。東京都側の受付システムに不備があった[317][318]。誤給付は申請者1205名（対象児童数1694名）、1億2141万円。全て、返還または次回給付での相殺を求める[319]。9月20日、追加の重複支給を発表[320]。新たに判明した重複支給は134人、計415万円[321]。12月3日、重複支給の全件が確定。申請者数1581名（対象児童数2227名）1億5197万円[322]。新たに判明した原因は、マイナンバーカードと住民基本台帳ネットワークシステムの文字コードの相違[323]。誤給付は全体で約3億1800万円に上る[324]。
- NTTドコモ「ahamo」が、契約時にマイナンバーカードに代わり、Androidのスマホ用電子証明書も利用可能と表明していたところ、実際には利用不能であった。利用不能期間は2025年3月4日から6月12日まで[325]。NTTドコモがデジタル庁へスマホ用電子証明書のサービス登録を正しく届け出ておらず、認証されなかったもの。ケータイWatchのライターからの指摘により判明[326]。

## 成り済まし
- 2020年7月8日、石川県珠洲警察署は、他人になりすまして石川県能登町の家族5人分の新型コロナ給付金を不正に申請・詐取した容疑で、愛知県名古屋市在住の無職50代男性を逮捕した。被害者家族が給付金が入金されないことを不審に思い、町役場に問いあわせて発覚した[327]。男は自身の氏名と同姓同名の人物を、生年月日・住所と共にインターネットで検索し、発見した人物になりすまして新型コロナ給付金をオンライン申請した。オンライン申請は自身のマイナンバーカードを用いて行なったが、当時の申請システムは生年月日と住所を書き換えることができる仕様であった。被害者の家族5人はマイナンバーカードを所持していなかった[328]。男は北海道と福島県でも同様のなりすまし申請をしていたが[329]、能登町以外の自治体では別人からの申請であると判断し、入金されなかった[330]。11月25日、金沢地方裁判所は有印私文書変造・同行使、詐欺などの罪で懲役2年6ヶ月、執行猶予4年（求刑懲役2年6ヶ月）の判決を言い渡した[331]。
- 2023年2月7日、新潟県新潟西警察署と新潟県警察本部生活保安課は、新潟市在住の別人に成りすまし、その名前で自分の顔写真入りのマイナンバーカードを新潟市西区役所に発行させたとして、行政手続における特定の個人を識別するための番号の利用等に関する法律違反などの容疑で、東京都豊島区在住で会社役員の男性（40歳）と、長野県上田市在住で建設作業員の男性（69歳）を逮捕した。不正なマイナンバーカードは発行され、2020年7月27日に交付されていたが、成りすまされた人物が同カード発行時に既に死亡していた為、事件が発覚した[332]。
- 2023年2月26日、大阪府南警察署が窃盗容疑でタイ国籍の17歳少女（以下、少女）を緊急逮捕した際、少女は本人及び他人名義の複数の身分証を所持していた[333]。警察での取調時に、少女は自身の物であると風俗店従業員20代女性（以下、成人女性）のマイナンバーカードを示したが、捜査員はその偽りを見抜けず[334]、検察の確認にも不備が有り、少女が成人女性として起訴された。政府は24時間365日のカード紛失受付コールセンターを運営していて[335]、カードの盗難届は26日の少女逮捕時点、既に成人女性本人から提出されていたが[336]、確認作業がなされる事は無く、捜査員は専ら、同カードの内容と供述が一致し顔写真も少女の顔と似ている事から少女を成人女性本人と断定[336]、同年3月17日[337]、大阪地方検察庁もそのまま成人女性として起訴した。起訴後のやり取りの中で疑問を感じていた担当弁護士が少女に再確認すると、自らの名前・年齢、国籍等を告白した為[336]、同年4月5日[334][338]、同弁護士が担当検事に身元に関する補充捜査を要請[336]、別人と発覚[334][338]した。大阪地検は刑事裁判を打ち切る公訴棄却を大阪地裁に申し立て、同年4月12日の初公判において裁判官は検察側の請求通り、公訴棄却の判決を言い渡し、地検は改めて少女を大阪家裁に送致した。今回の捜査（人定）について、同府警の刑事総務課長は「身分証明書をうのみにしており、家族にあたるなどより緻密な捜査を尽くすべきだった」[334]と発言している。
- 2023年9月26日、新潟県上越警察署と新潟県警察本部サイバー犯罪対策課は、上越市の無職男性 (52) を、私電磁的記録不正作出・同供用、およびマイナンバー法違反の容疑で逮捕した[339]。容疑者は2021年3月11日、他人の申請書ID[340]に自身の顔写真を添付してマイナンバーカードの発行を虚偽申請。同年5月10日に不正取得した。2022年4月に不正取得された本人からの発行申請があり、既にマイナンバーカードを発行済みであったことから事件が判明した[341][342]。10月19日、不正取得したマイナンバーカードを用いて上越市へ「臨時特別給付金兼灯油購入費助成金支給要件等確認書」を提出し、臨時特別給付金10万円、灯油購入費助成金5千円の計10万5千円を不正受給したとして、有印私文書偽造・同行使と詐欺の疑いで再逮捕した[343][344]。被疑者は、成りすました人物の住所を自己の居住地へ移したり、銀行口座を開設するなどの余罪もあると見られている[345]。2024年1月19日、不正作成のマイナンバーカードを用いて「金融機関で口座開設」「ネット銀行で口座開設」「クレジットカード作成」「住民票の不正取得」「自動車登録の不正変更」「携帯電話契約」の6件を行った容疑で新潟地方検察庁高田支部へ送致した[346]。
- 2024年3月、短期滞在ビザで入国していたフィリピン国籍の女性 (30) が、親類の日本国籍女性 (32) に成りすまし、マイナンバーカードを取得していたことが判明。旅券法違反罪などで逮捕・起訴された。被告は2020年1月にマイナンバーカードを不正取得後、その日本国籍女性名義で、日本国のパスポート取得、生活保護受給、フィリピン国籍男性との婚姻を行なった。婚姻は、相手男性の在留資格取得が目的だったとみられている。2024年3月、成りすましを受けた日本国籍女性本人が旅券手続きを行なおうとした際に、不正交付が判明した[347]。
- 2025年1月29日、北海道札幌方面苫小牧警察署は、他人のマイナンバーカードを用いて銀行口座開設および携帯電話契約をしたとして、男性会社員 (21) を有印私文書偽造・同行使、詐欺の疑いで逮捕した[348]。転売目的で、携帯電話2台、計33万9010円相当を購入した[349]。

## 詐取
- 2023年4月25日、奈良県奈良西警察署は、交付前のマイナンバーカードを盗み、暗証番号を設定し、マイナポイント7500円分を不正取得したとして、奈良市の職員（懲戒免職）を占有離脱物横領、電子計算機使用詐欺罪などの容疑で逮捕した。その職員はマイナンバーカードの申請や交付を担当していた[350][351]。
- 2023年5月2日、埼玉県川口市のマイナンバーカードのポイントの申し込み支援窓口で働いていた、人材派遣会社フルキャスト所属のアルバイト男性職員（32）（以下、同社、同職員）が、市民に付与される筈のポイントを詐取する事件が起きた。同社は同市から支援窓口の業務委託を受けていた。市民2人が1カ月以上経っても付与されない事を不審に思い、同市などに相談。同市が調査を行ったところ、市民2人への付与先はnanacoカードで、共にポイント付与の行われた同カードの番号データと市民2人が所有する同カードのそれが違う事が判った。セブン・カードサービス等への問い合わせの結果、同職員がコンビニなどで不正付与ポイントを消費した疑いが浮上、同社の方で事情を聴いたところ、盗みを認めた。ポイント申込手続き中に、市民の用意した同カードと自らの用意したそれをすり替え、不正にポイントを付与した[352][353][354]。2023年5月11日、埼玉県八潮市は、同職員が同市においても市民2人・4万円分を詐取していた事を公表した[355][356]。同社は、全国29自治体から同様の窓口業務を受託、埼玉県内では川口市、八潮市、狭山市、日高市、草加市、白岡市より引き受けている。同職員は他のアルバイトを指導する立場であり、同市のみならず県内の別の自治体でも同様の業務を担当、作業に精通していた[353][354]。
- 2023年12月5日、長崎県佐世保市が、同市の戸籍住民窓口課に勤務する会計年度任用職員の女性 (24) を懲戒免職処分とした。同職員は交付前のマイナンバーカードのパスワードを専用端末で書き換え、マイナポイント7,500円相当を詐取した[357]。交付を受けた市民が、既にマイナポイント申請済みであることを問い合わせ、職員の不正が判明した。他に数件の類似行為があると述べている[358]。他にも通勤手当177,840円の不正受給、市営高砂駐車場無料サービス券の不正使用も行なっていた[359]。不正受給分は全額弁済済み[360]。2024年2月29日、長崎県佐世保警察署は同職員をマイナンバー法違反、電子計算機使用詐欺罪などの疑いで書類送検した[361]。不正取得したマイナポイントは7人分52,500円相当[362][363]。10月23日起訴[364][365]。
- 2024年3月8日、北海道札幌方面厚別警察署は、70代女性の詐欺被害事件を発表。被害者はスマホのビデオ通話機能を用いて、マイナンバーカードの画像や本人の容貌画像を詐欺グループへ送信。詐欺グループがその情報でeKYCを認証させ、ネット銀行へ被害者名義の口座を作成した[366][367][368]。

## 券面偽造
- 2023年
  - 3月3日、警視庁亀有警察署は、偽造したマイナンバーカードを使って携帯電話のSIMカードを不正購入しようとしたとして、偽造有印公文書行使と詐欺未遂の疑いでベトナム国籍の男性 (22) を逮捕した[369]。
  - 12月4日、警視庁国際犯罪対策課は、大阪市大正区の無職で中国籍の女性 (26）を、出入国管理及び難民認定法違反と有印公文書偽造の疑いで逮捕した[370]。直接の容疑は、マイナンバーカード9枚と在留カード13枚の偽造。家宅捜索では白紙のプラスチック板が約750枚が押収され[371]、パソコンには偽造用データが約3,000件あった[372]。各種証明書の偽造は1万枚に及ぶ可能性がある[373]。偽造は券面のみで、電子証明書は偽造されていないと見られる[374][375]。12月8日、河野太郎デジタル大臣は、本事件でICチップ・電子証明書の偽造は無かったと発表した[注 4][376]。容疑者は一審にて懲役3年の実刑判決[377]。被告によると偽造は簡単で1枚5分で作れる[378]。
- 2024年
  - 4月18日、風間穣東京都議会議員が、また5月2日に松田憲幸八尾市議会議員が、偽造マイナンバーカードを用いたSIMスワップ詐欺に遭った[379]。両議員とも政治活動のため氏名・生年月日・住所・電話番号を公開していた[380]。それを元にマイナンバーカードが偽造され、名古屋市のソフトバンクショップでSIMカードを不正再発行された。SIMの乗っ取り後、両議員はYahoo! IDを乗っ取られ、PayPayやYahoo!ショッピングで不正利用被害を受けた。偽造カードは券面だけを似せたものでICチップ内には情報が無いものだった。ソフトバンクショップでは、犯人が提示したカードに対して機器による真贋チェックやICチップを用いた認証を行なっていなかった[注 5]。6月26日、愛知県警察と大阪府警察の合同捜査本部が松田市議に対する詐取で名古屋市東区の男性 (39) を逮捕した[382]。最新機種のiPhoneを246,180円で購入し、同日、166,000円で売却している[383][384]。8月7日、別の男性弁護士名義のマイナンバーカードを偽造しクレジットカードを作成・使用したとして再逮捕した[385]。他にもマイナンバーカード偽造の余罪があると見られている[386]。また、偽造に加担したとして内縁の妻 (29) も逮捕した。11月20日、前掲の風間都議と男性弁護士、および獅子野真人多治見市議会議員、大沢寛行船橋市議会議員[387]に対し、SIMスワップ詐欺を行なった容疑で追送検した[388][389]。大沢市議は計99万9千円[390]、獅子野市議は携帯電話2台分の売却を申し込み、現金29万6千円の被害を受けた[391][392]。
  - 5月15日、警視庁池袋警察署と警視庁丸の内警察署は、千葉県船橋市の中国籍の男2名を、有印公文書偽造と出入国管理及び難民認定法違反の疑いで逮捕した。直接の容疑はマイナンバーカード6枚と在留カード36枚の偽造。容疑者らは30枚から60枚程度を偽造・販売し、9千万円の売り上げがあったと見られている[393][394]。また押収したパソコンからは、2千人分以上のデータが見つかっている[395]。
  - 5月16日、岐阜県多治見警察署は、偽造マイナンバーカードを用いて携帯電話を購入しようとした女 (18) を、偽造有印公文書行使と詐欺未遂の疑いで逮捕した[396]。4月17日午後、多治見市内の携帯電話販売店で携帯電話を購入しようとしたが、店の従業員が偽造を疑い110番通報した[397]。
  - 7月17日、埼玉県警察組織犯罪対策第二課などは、上尾市内の郵便局で、偽造したマイナンバーカードを提示して局留めの郵送物を引き取ろうとし、どちらも中国籍の男2名 (26歳) (33歳) を偽造有印公文書行使容疑で逮捕した[398]。提示したカードが日本人名義であるにも関わらず日本語がカタコトであり、不審に思った郵便局員が110番通報した[399]。
  - 7月23日、富山県砺波市で、家電量販店にて他人のマイナンバーカードに自身の顔写真を貼り替えたものを使用し携帯電話機1台を購入しようとしたとして、住所不定の男 (48) が詐欺未遂の疑いで逮捕された[400][401]。
  - 9月25日、岡山県岡山西警察署は、偽造したマイナンバーカードを用いて消費者金融と50万円の融資契約をしたとして、岡山市の会社員男性 (35) を偽造有印公文書行使と詐欺などの疑いで逮捕した[402]。消費者金融との契約はスマートフォンアプリから、偽造マイナンバーカードの画像を送信する形式で行なった[403]。
  - 11月27日、警視庁葛西警察署は、偽造したマイナンバーカードを提示し他人宛の宅配物を受け取ったとして、中国籍の大学生 (23) を偽造有印公文書行使と詐欺未遂の疑いで逮捕した[404]。
  - 12月2日、群馬県警察外事課と太田警察署は、大泉町のベトナム国籍の男性 (42) を有印公文書偽造と入管難民法違反の疑いで逮捕した[405]。自宅でマイナンバーカード32枚、在留カード23枚を偽造した疑い[406]。ICチップは偽造されていない[407]。2025年3月6日、ベトナム国籍の男性 (27) と女性 (40) を追加逮捕[408][409]。
  - 12月26日、石川県大聖寺警察署は、偽造マイナンバーカードを提示して郵便物（キャッシュカード）を受け取ったとして、偽造有印公文書行使の疑いでベトナム国籍の20代男性2名を逮捕したと発表[410]。逮捕日は11月20日および12月6日[411]。容疑者の自宅などから、偽造マイナンバーカード10枚とキャッシュカード8枚が押収された[412]。
- 2025年
  - 2月12日、大阪府警察サイバー犯罪捜査課と生野警察署は、クレジットカードを不正利用した疑いで男性 (36) を逮捕。偽造マイナンバーカードを所持していた[413]。
  - 2月25日、神奈川県川崎警察署は、偽造有印公文書行使と詐欺未遂の疑いで、女性 (38) を逮捕。偽造マイナンバーカードを用いて消費者金融でキャッシングカードを作ろうとした。審査担当者が不審に思い警察へ通報した[414]。
  - 3月5日、岐阜県多治見警察署は、偽造有印公文書行使と詐欺未遂の疑いで、ベトナム国籍の留学生 (26) を逮捕[415]。マイナンバーカードを偽造し、多治見市の金融機関で預金口座を不正開設しようとした。金融機関職員が不正に思い、警察へ通報した[416]。
  - 5月9日、警視庁国際犯罪対策課は、在留カード30枚を偽造したとして出入国管理及び難民認定法違反（在留カード偽造）の容疑で中国籍の男性2名 (35) (36)を再逮捕（両容疑者は、技能実習生として入国し、4月に出入国管理及び難民認定法違反（不法残留）で逮捕・起訴されていたもの）[417]。押収したパソコンからは日本人名義のマイナンバーカードデータなど1万件が見つかった[418][419]。
  - 5月15日、神奈川県大和警察署は、マイナンバーカード10枚を自宅で偽造したとして、中国籍の無職男性 (30) を有印公文書偽造の疑いで逮捕した。偽造したカードを用いて綾瀬市内の宅配営業所へ荷物を受け取りにきた者がいたため発覚した[420]。
  - 6月15日、北海道厚別警察署は、マイナンバーカード1枚を偽造したとして、ベトナム国籍の無職男性 (27) を有印公文書偽造の疑いで逮捕した[421]。郵便物の受取人があらわれず、返送先を確認するため郵便局員が郵便物を開封したところ、偽造カードを発見したもの[注 6][422]。